# Gustav Lange (Maler)
Johann Gustav Lange (* 1811 in Mülheim an der Ruhr; † 6. April 1887 in Düsseldorf) war ein deutscher Landschaftsmaler der Düsseldorfer Schule.

## Leben
Lange studierte Malerei an der Kunstakademie Düsseldorf. Bereits 1831 stellte er dort „eine kleine Landschaft“ aus. In den Jahren 1832/1833 war er Schüler in der Landschafterklasse von Johann Wilhelm Schirmer. In Düsseldorf, wo sein Sohn, der spätere Landschafts- und Geflügelmaler Fritz Lange, geboren wurde, war er Mitglied des Künstlerverein Malkasten. Eng befreundet, schon aus frühen Akademiezeiten, war Lange mit dem Landschaftsmaler Andreas Achenbach, der ihm von seiner ersten Italienreise (1843–1845) seine Empfindungen und Begegnungen schilderte. Lange spezialisierte sich auf die Darstellung winterlicher Stimmungslandschaften in romantischem Licht.

## Werke (Auswahl)
- Ansicht der Stadt Schwelm, 1836[5]

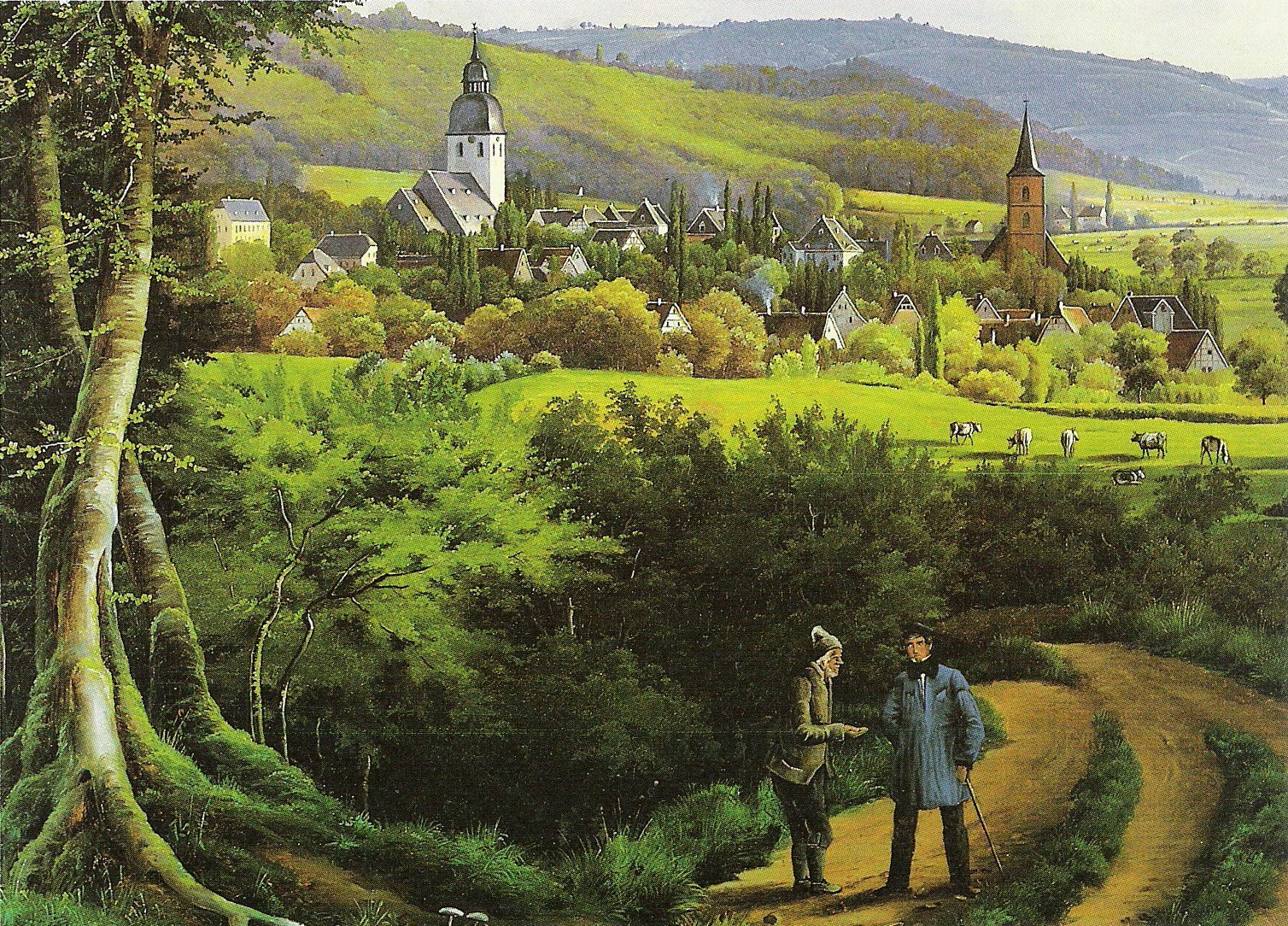
Ansicht der Stadt Schwelm, Ausschnitt, 1836

- Düsseldorf von der Rheinseite, 1836, Stadtmuseum Landeshauptstadt Düsseldorf[6][7]
- Tagelöhnerhütte im Wald, 1839
- Winterlandschaft mit Teich und Gehöft, um 1860
- Große Winterlandschaft im Mondschein